# غريغوري بيتس
غريغوري بيتس هو كاتب كندي، ولد في 1975 في فانكوفر في كندا.

## وصلات خارجية
- الموقع الرسمي
- غريغوري بيتس على موقع ميوزك برينز (الإنجليزية)